# Macrognathus lineatomaculatus
Macrognathus lineatomaculatus és una espècie de peix pertanyent a la família dels mastacembèlids.

## Hàbitat
És un peix d'aigua dolça, demersal i de clima subtropical.

## Distribució geogràfica
Es troba a Àsia: l'Índia i el Nepal.

## Observacions
És inofensiu per als humans.